# Biel (Gottheit)
Biel ist der Name eines angeblichen Gottes der Sachsen und Thüringer. Die älteste nachweisbare Quelle für die Existenz eines solchen Gottes ist eine Heiligenlegende des heiligen Bonifatius aus dem 17. Jahrhundert; daher wird heute zumeist davon ausgegangen, dass er (eventuell ebenso wie andere germanische Götter mit schwieriger Quellenlage wie Stuffo, Reto, Lahra oder Jecha) nur zur Erklärung eines Ortsnamens erfunden wurde. Biel wird auch von Heinrich Heine in seinen Reisebildern erwähnt.